# Obertura Desprez
L'obertura Desprez és una obertura d'escacs caracteritzada pel moviment:
1.h4
L'obertura duu el nom del jugador francès Marcel Desprez. Igualment com altres obertures rares, 1.h4 té alguns noms alternatius com ara "obertura Kadas", o "atac Reagan". Segons Eric Schiller al seu llibre Obertures d'Escacs Heterodoxes, aquest darrer nom es deu al fet que 1.h4 és "un moviment sense motiu i crea debilitats amb només vagues promeses de potencial futur", una mofa contra la política de Ronald Reagan.
Com que l'obertura Desprez és molt rara, es considera una obertura irregular, es classifica sota el codi A00 en l'Enciclopèdia d'Obertures d'Escacs.
|  |

## Idees
Com 1.a4, l'obertura Ware, 1.h4 és un moviment irrellevant de peó, que no fa res en la lluita per l'espai central, i fa molt poc també per al desenvolupament. L'única peça que s'allibera és la torre, i aquesta peça no es desenvolupa normalment movent-la a h3. A més a més, 1.h4 debilita el flanc de rei de les blanques. Per totes aquestes raons, 1.h4 és entre les més rares dels vint primers moviments possibles per les blanques.
El negre normalment respon ocupant el centre amb 1...d5 o 1...e5, i el desenvolupament simple i sòlid amb 1...Cf6 és també possible. Tanmateix, 1...g6, que pretén fianquetar l'alfil de caselles negres a g7, és rar perquè les blanques podrien minar l'estructura de peons negra amb 2.h5, fent que 1.h4 sembli un moviment lògic.
El Gran Mestre David Bronstein una vegada comentà que sabia d'un jugador rus que sempre obria amb 1.h4 i sempre vencia. El seu punt clau era que després d'1. ...e5 2.g3 d5 3.d4! exd4 4.Dxd4 Cc6 5.Dd1 Cf6 6.Ch3! Ae7 7.Cf4 0-0 8.Ag2 el cavall de f4 és ben situat i el blanc té una bona posició. Tanmateix, no cal que les negres siguin tan cooperatives.

## Variants amb nom propi
Hi ha cinc variants amb nom propi dins l'obertura Desprez:
- El Koola-Koola continua 1...a5.
- El Wulumulu continua 1...e5 2. d4
- La Variant Crab o obertura Crab continua 1... 2 qualsevol. a4.
- El gambit Borg continua 1...g5.
- La variant simètrica continua 1...h5.